# Fate/Samurai Remnant
《Fate/Samurai Remnant》（簡稱「FSR」）是一款由光榮特庫摩遊戲与ANIPLEX协力开发的《Fate系列》動作角色扮演遊戲，本作于2023年9月28日在日本区域的Microsoft Windows、PlayStation 4、PlayStation 5以及任天堂Switch平台上发行，而全球则是2023年9月29日发行。

## 游戏玩法

《Fate/Samurai Remnant》中“灵地争夺”的游玩介面，左下为男主人公和Saber，右下则是剩余回合数。

本作主要玩法是类似于《无双》的动作游戏，但本作取消防御系统，取而代之的是能够使用“魔术”和“共鸣绝技”破防以及断招和回避的战斗系统。除了战斗系统外，本作的另一个玩法是能在地图中自由行动，如与NPC对话等类似《鍊金工房》系列的探索动作。与多数角色扮演游戏一样，本作也采用养成的玩法，其中主要分为四种，当中包括“替换刀装”、“魔术工房”、缘分之环以及技能树。
除此之外，本作具有名为“灵地争夺”的玩法，该玩法类似据点争夺战。当玩家协助无主的从者们完成“灵地争夺”便能够令无主从者们协助玩家挑战更强的强敌。

## 故事简介
故事背景发生在江户时代的庆安4年。距离日本统治者德川家康开放首都已经过去四十八年。如今，德川幕府的统治权已传给第四代幕府将军德川家纲。城市因不断增加的居民而享受繁荣，然而，由于诸侯相继解散和废止，越来越多的浪人开始在街头游荡，江户平静的日子似乎也正在逐渐失去。
在江戶的淺草町，有一位年轻人名叫宮本伊織。他是大劍豪宮本武藏的養子和徒弟。伊織没有归顺于任何领主，而是整日苦练剑术。某天，他突然發現自己的手背上有一處陌生的瘀伤。在不久后，伊織发现自己陷入了一场可怕的冲突、血腥和阴谋的战斗之中。
这场关乎“盈月之器”的战斗是可以滿足一切愿望的“盈月之仪”。七名寻求自身愿望的参赛者，即被称为"御主"的参赛者，被卷入这场圣杯战争。每位御主都有各自的英灵，也就是从者，被召唤到这个世界中为各自的愿望相争，因此七位御主和七位从者的战斗将拉開序幕。

## 登场角色

### 主要人物
宫本伊织（聲：河西健吾）
本作主人公，宫本武藏的徒弟。
Saber的御主。
Saber（聲：山村響）
宫本伊织的從者，身穿古風服飾、揮舞著波形劍的劍士。真名为日本武尊。

### 盈月之仪的参加者
鄭成功（聲：前野智昭）
Archer的御主，英姿颯爽、個性爽快的武人。
Archer（聲：小野賢章）
鄭成功的從者，忠义美男的弓箭手。與其御主關係融洽。真名为周瑜。
地右衛門（聲：岡本信彦）
Lancer的御主，纏繞布條且谜团的男人。是島原之亂的幸存者。
Lancer（聲：坂本真绫）
地右衛門的從者，手持雙槍、操控黑炎的阴郁女武者。真名为贞德。
由井正雪（聲：田村睦心）
Rider的御主，是位軍學者，因对幕府有所想法而决定参加“盈月之仪”。
Rider（聲：戶松遙）
由井正雪的從者。全身穿著黑鎧，携带着大太刀且沉默寡言的武士。真名为丑御前。
土御門泰廣（聲：三上哲）
Caster的御主，安倍晴明後裔，土御門家當家。本次盈月之仪的主办人。
Caster（聲：勝杏里）
土御门泰广的從者，目的不明，在盈月之儀背後暗自行動。真名为稗田阿礼。
多羅蒂婭·科耶特（聲：平野綾）
揆一之女，來自時鐘塔的魔術師，Assassin的御主。
Assassin（聲：石川英郎）
多羅西婭·科耶特的從者，長手長腳的灰衣怪人。真名为甲贺三郎。
高尾太夫（聲：小清水亞美）
Berserker的御主。
吉原遊廓三浦屋的游女，江戶數一數二的大美女。
Berserker（聲：佐仓绫音）
高尾太夫的從者，真名为宫本武藏。
宫本伊织的师父，但其與伊織所知有所差别。
與《Fate/Grand Order》中的宮本武藏為同一人，為從「宮本武藏為女性」的平行世界漂流而來的異界人士。

### 无主的从者
Saber（聲：櫻井透）
真名为木曾义仲。骑乘灰色毛发的马匹，腰间挂着大太刀的武士。為了消滅被稱為惡鬼的存在而行動。
Archer（聲：島崎信長）
真名为阿周那。手持蒼炎弓的白衣戰士。
Lancer（聲：神奈延年）
真名为庫丘林。手持紅色長槍的好戰戰士。
Rider（聲：斋藤千和）
真名为玉藻艾莉亚，玉藻前分離出的九条尾巴化身之一。引人憐愛的少女。
似乎並非是擅於騎乘坐騎，而是讓別人自動成為她坐騎的特殊騎兵。
Caster（聲：茜屋日海夏）
真名为喀耳刻。有著如鷹一般翅膀的可愛魔女。
Assassin（聲：安井邦彥）
真名为李书文。眼光銳利的老翁。
Berserker（聲：遠藤大輔）
真名为参孙。绿色长发的狂战士，因某些原因而与高尾太夫行动。

### 其他角色
少当家／Ruler（聲：关智一）
真名为吉尔伽美什。缩缅布店“巴比伦一式”的少当家。
作為本次盈月之儀的裁定者而出場的無主從者，職階為Ruler。
小笠原香耶（聲：久野美咲）
宫本伊织的义妹。養父武藏過世後被小笠原家收為養女。
被第十五骑英灵凭依。
红玉之书（聲：茶風林）
宫本武藏的遗产，來自西洋的魔術書，具有自我意識，能飄浮在空中，也是宫本伊织学习魔术的对象。
伊吹童子（聲：悠木碧）
DLC第一彈「斷章‧慶安神前比武」新增的角色，職階為Ruler。
柳生但馬守宗矩（聲：小林親弘）
DLC第二彈「斷章・柳生秘劍帖」新增的角色，職階為Saber。
趙雲（聲：阿座上洋平）
DLC第三彈「斷章・白龍紅鬼演義」新增的角色，職階為Rider。因「少主」被「鳥之妖魔」誘拐而现界。
鬼子母神（聲：名塚佳織）
DLC第三彈「斷章・白龍紅鬼演義」新增的角色，職階為Berserker。

## 开发
庄知彦表示光荣特库摩游戏公司会开发本作是因为社长澀澤光是《Fate/Grand Order》（简称FGO）的粉丝，因其曾游玩宫本武藏登场的主线“英靈劍豪七番勝負”而激发他策划这款游戏。随后为了让游戏成功制作，光荣特库摩游戏公司通过ANIPLEX的安排与型月的奈须蘑菇和武内崇的晚餐会，表示希望制作《Fate》系列的游戏。在与型月的磋商中，由光荣特库摩游戏公司的社长澀澤光和ω-Force的品牌负责人庄知彦共同拟定企划书的初稿，在“英灵剑豪七番胜负”正式实施后，正式向该公司提出并获得批准。此外，ANIPLEX的社长岩上敦宏提出合作建议，由型月、ANIPLEX和光荣特库摩游戏共三家公司共同制作该游戏。本作由庄知彦担任制作人，ω-Force的总监松下龙太担任导演。
根据庄知彦在Fami通采访时表示“虽然在制作过程中各方分工合作，但都没有明确的分工，只有互相提供建议。如光荣特库摩游戏提出关于故事和世界观的建议，而型月提出有关故事以外的部分的建议。”
本作开场动画由ANIPLEX设计， 主题曲“残夜幻想”则由feat.六花演唱。官方宣布本作游戏将支持英语、日语、韩语、简体和繁体中文字幕。

### 游戏系统
本作的概念是“以御主的视角体验圣杯战争的动作角色扮演游戏”、“以宫本伊織的视角描绘圣杯战争”以及“将人类和从者之间的力量差异表现”的理念。因此在游戏中引入宫本伊織作为御主亲自上阵战斗的系统，而该系统的启发来自于《Fate》系列原作《Fate/stay night》的御主之一衛宮士郎的视角来叙述故事。庄知彦为玩家提供御主的体验而考虑在本作中以动作角色扮演游戏的方式来呈现这一视角，同时也设计从者们的特点如宝具等能够体现的游戏元素。他在Fami通的采访时提及本作游戏的演出方面是对《Fate/stay night》的致敬。
庄知彦表示本作以动作角色扮演游戏的企划从最初就面临挑战，因为御主和从者间的伙伴感情是光荣特库摩游戏公司的游戏作品中没有的元素。此外，松下龙太在接受Fami通采访时表示“游戏体验和故事叙述间不能有太大的脱节，因此不仅要确保以探索和伙伴间的战斗作为独立元素，还要确保它们是圣杯战争的一部分。”他还表示，为考虑御主和从者间的力量差距，以及确保动作游戏的快感和趣味性，因此在本作中将反映在游戏的玩法体验中，如宫本伊織面对比人类更强的从者或怪物时，剑术无法造成伤害。本作的从者间的战斗方式在中期后将变得与《无双》系列不同。
除此之外，庄知彦也表示本作游戏具有多结局，以正常流程进行游戏需要第三轮才能看完所有结局，而每开启新一次的游戏将能够继承上一次的角色强度、道具和金钱等和敌人的强度会变得更加强大，同时也新增剧情跳过的功能。

### 背景设定
本作以宫本武藏作为游戏中的主要角色的缘由是澀澤光对宫本武藏和“英灵剑豪七番胜负”感兴趣，并且其认为宫本武藏的设定和角色特点与游戏理念相契合。而其他从者也是基于故事剧情的考虑而被选择。宫本伊織最初并不是本作主人公或御主角色，但型月提议将他设定为主人公和御主。

### 聯動
- 2024年1月中旬與《Fate/Grand Order》確定聯動。[14]

## 发行
《Fate/Samurai Remnant》于2023年9月28日在日本区域发行Microsoft Windows、PlayStation 4、PlayStation 5以及任天堂Switch版，而全球区域则是2023年9月29日发行。
2023年10月6日，官方光荣特库摩宣布本作销售量于首周突破30万。

## 评价
| 汇总媒体             | 得分                   |
| -------------------- | ---------------------- |
| Metacritic           | PS5：81/100 PC：82/100 |
| OpenCritic（推荐率） | 91%                    |

| 媒体          | 得分   |
| ------------- | ------ |
| Destructoid   | 7.5/10 |
| Nintendo Life | [ 21 ] |
| Push Square   | [ 22 ] |
| God is a Geek | 8/10   |

Destructoid的斯曼加利索·西梅拉内（Smangaliso Simelane）给予本作7.5的评分，并表示“与Saber一起在街道上奔跑很有趣”、“有各种形态的招式能游玩，如地之型的防御”以及“战斗可能会重复”的缺点。斯曼加利索还表示推荐有接触《Fate系列》的玩家游玩。Nintendo Life的迈克·沃格尔（Mitch Vogel）表示本作是继《火焰之纹章无双 风花雪月》和《女神異聞錄5 亂戰 魅影攻手》推出后深入体验的动作游戏，并评价“与《真·三國無雙》相比，《Fate/Samurai Remnant》的战斗更加动态”以及“《Fate/Samurai Remnant》更像是动作角色扮演游戏”。随后迈克表示游玩时的帧数不稳定是本作的缺点以及不推荐使用任天堂Switch平台游玩。PushSquare的罗伯特·拉姆齐（Robert Ramsey）评价本作“在自由探索时周围的环境令人想起《如龙》系列的游戏”以及“不同的头目战令游戏变得有趣”。
God is a Geek的克里斯·怀特（Chris White）评价本作的过场动画令人印象深刻以及在战斗中操控宫本伊织和Saber时的战略元素是游戏变得多样化，他还表示本作与《女神異聞錄5 亂戰 魅影攻手》等多数动作角色扮演游戏一样，需要过滤许多的不重要的对话才能推进故事。

### 荣誉
| 年份   | 奖项                     | 类别       | 结果 | 参考资料 |
| ------ | ------------------------ | ---------- | ---- | -------- |
| 2023年 | 日本计算机娱乐供应商协会 | 未来期待奖 | 獲獎 | [ 24 ]   |

## 外部連結
- 官方网站：中文、日文
- Fate/Samurai Remnant的X（前Twitter）